# Osveta snimatelja
Osveta snimatelja (rus. Месть кинематографического оператора) ruski je animirani film redatelja Vladislava Stareviča.

## Radnja
Film govori o odnosima u obitelji kornjaša.

## Vanjske poveznice
- Osveta snimatelja na Kino Poisk